# The Mystery of Dr Martinu
Pour plus de détails, voir Fiche technique et Distribution.
The Mystery of Dr Martinu est un téléfilm britannique réalisé par Ken Russell, sorti en 1993.

## Synopsis
La vie du compositeur tchèque Bohuslav Martinů à travers un rêve et son interprétation.

## Fiche technique
- Titre : The Mystery of Dr Martinu
- Réalisation : Ken Russell
- Montage : Xavier Russell
- Production : Maureen Murray
- Société de production : RM Associates
- Pays :  Royaume-Uni
- Genre : Drame et film musical
- Durée : 61 minutes
- Première diffusion : 
  -  Royaume-Uni : 1993

## Distribution
- Patrick Ryecart : Bohuslav Martinů
- Shauna Baird : Charlotte Martinů
- Martin Friend : le professeur Mirisch
- Hannah King : Slava
- Mac McDonald : l'officiel
- Dylan Brown : Jason
- Nic Boothby : Martin

## Accueil
The Times estime que la première moitié du film s'inscrit dans le style classique de Ken Russell mais qualifie la seconde de « longue et laborieuse ».